# Gasfeld Urengoi

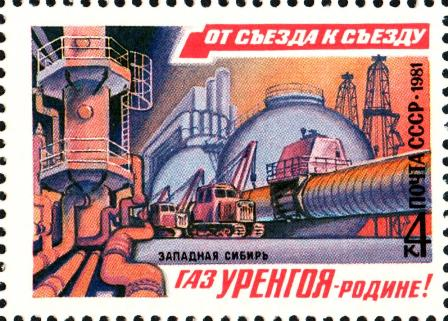
Urengoi-Gasfeld auf einer sowjetischen Briefmarke

Das Gasfeld Urengoi ist mit über 8,5 Billionen Kubikmeter (300 TCF = 300  10¹² Kubikfuß) eines der größten zusammenhängenden Erdgasvorkommen der Welt. Es liegt in Russland im Autonomen Kreis der Jamal-Nenzen der Oblast Tjumen (Sibirien) südlich des arktischen Polarkreises. Derzeit werden etwa 200 Milliarden m³ Erdgas jährlich gefördert. 

## Geschichte
Es wurde im Juni 1966 entdeckt und die Produktion im Jahre 1978 begonnen. Zur Erschließung des Gasfeldes wurde die Stadt Nowy Urengoi gegründet. Die Exploration wird von Urengoigasprom, einer Tochtergesellschaft von Gazprom, durchgeführt. Von Januar 1984 an wurde über die Erdgastrasse Urengoi – Uschhorod (Ukraine) der Export nach Westeuropa aufgenommen.

## Genese
Die Entstehung des Gasfeldes konnte durch Beckenstudien zunächst nicht erklärt werden. Zwischen 1995 und 1997 erfolgte eine gemeinschaftliche Untersuchung durch das deutsche Institut für Erdöl und Organische Geochemie mit zwei russischen Forschungsinstituten. 1997 lieferte Bernhard Cramer dabei als Erklärung die Migration von im Grundwasser gelösten Erdgas aus südlicher Richtung in einen 2500 m starken Grundwasserleiter sowie eine im Känozoikum erfolgte Hebung des Deckgebirges.

## Einzelnachweis
1. ↑  Nachrichten der Deutschen Geologischen Gesellschaft heft 71/1999. (PDF, 591 KB) Deutsche Geologische Gesellschaft, S. 12, abgerufen am 22. Juni 2013.